# Delastellova šifra
Delastellova šifra je transpoziční substituční šifra kombinující základní koncepci Polybiova čtverce s frakcionací a tzv. cikcak šifrou. Tuto, jinak též nazývanou bifidní šifru, vynalezl v roce 1901 Félix Delastelle. Základní princip spočívá v převodu otevřeného textu do čísel. Tato šifra se řadí mezi šifry se střední obtížností. Pro svou jednoduchost a časovou nenáročnost z hlediska dešifrování byla relativně používaná při kódování krátkých zpráv na bitevním poli, avšak převažovalo užití komerční.

## Úvod
Vynálezce šifry, Félix Delastelle (1840–1902), nebyl profesionálním kryptografem, ale přesto dokázal sestrojit jednu z nejpoužívanějších transpozičních šifer v první polovině 20. století. Poprvé princip šifry uvedl ve své knize Le Traité élémentaire de cryptographie (Základní pojednání o kryptografii), kterou vydal až po odchodu do důchodu jen rok před svou smrtí. Hlavním cílem bylo v knize představit jednotlivé existující šifrové systémy, roztřídit je, popsat vztahy mezi nimi a hlavně vytvořit jednoduchý a přitom bezpečný šifrovací systém, který by se obešel bez těžkopádných a pro rychlé zašifrování nepoužitelných tabulek (například De Vigenérova tabulka). Delastellovu šifru využívá jako základ množství dalších šifer, jako je Němci využívaná ADFGX a později ADFGVX za první světové války.

## Postup
1. Vytvoření Polybiova čtverce, němž jsou pravidelně či náhodně rozmístěna písmena abecedy, přičemž I a J zaujímají stejnou pozici, aby mohl být počet znaků dělitelný pěti, a tím pádem být schopen zapsat ve čtverci. Pokud se strany předávající si zprávy domluví na pravidelném zapsání abecedních znaků do čtverce, není třeba jednorázového klíče, avšak šifra se stává výrazně prolomitelnější. V opačném případě je nutno zavést jednorázový klíč, který bude udávat, v jakém pořadí jsou písmena zapsána. Jako takový může sloužit kromě zapsaného Polybiova čtverce například šifrovaný text, v němž první písmena nějakým způsobem označených slov (předem stanovené determinativy) budou značit pořadí písmen zapsaných ve čtverci.
2. Otevřený text je převeden do souřadnic podle Polybiova čtverce. Nejprve se zapíše souřadnice, kterou pozice písmena zaujímá na vertikální ose y, poté až na horizontální ose x. Po dokončení tohoto bodu postupu bude šifrovaný text zapsán v podobě číselných párů.
3. Čísla v každém páru se zapíší pod sebe, tak aby vznikly dvě řady čísel. Následně se uplatní tzv. cikcak šifra, kdy se tyto dvě řady zapíší za sebe do jedné.
4. Nyní jsou čísla rozdělena do nových párů – frakciována.
5. Tyto nově vzniklé souřadnice se podle Polybiova čtverce převedou zpět na písmena, tentokrát s tím rozdílem, že první číslo v páru bude mít souřadnice na vodorovné ose a druhé analogicky na horizontální. Výsledný text se může opět frakcionovat. [3][4]